# IGP Manager
iGP Manager è un videogioco sviluppato dall'azienda inglese iGP Games. È stato inizialmente lanciato sul mercato nel 2011 come gioco da browser. Nel 2013 il gioco uscì per Android e nel 2017 ha fatto il suo debutto su iOS.

## Modalità di gioco
Il gioco consiste nel creare un proprio team di F1, iscriversi ad un campionato online e arrivare nella Lega Elite. Le leghe si dividono in "Rookie", "Pro" ed "Elite". Al fine di ottenere dei risultati, in termini di piazzamento nella parte alta della classifica, è molto importante controllare le condizioni meteorologiche per stabilire le strategie delle gomme.
Il clima viene modificato in tempo reale attraverso le previsioni meteo delle località dove risiedono gli autodromi.
È possibile partecipare a gare di diversa durata e con diversa velocità, in base al campionato in cui si vuole partecipare. Inoltre, si può scegliere se partecipare con una sola monoposto o due.
Molto importante è anche la gestione "fuori pista" della squadra, con la necessità di firmare accordi con gli sponsor per avere introiti, rinnovare i contratti dei piloti (che vorranno un aumento ad ogni nuovo contratto) e quelli dello staf tecnico e sviluppare la monoposto.
Le gomme a disposizione sono 6:
- Supersoft, ideali in condizioni di freddo intenso (generalmente sotto gli 11-12 °C)
- Soft, ideali nelle condizioni intermedie tra caldo e freddo
- Medie, ideali con temperature miti
- Hard, ideali in condizioni di caldo estremo
- Intermedie, per pioggia leggera
- Wet, per pioggia intensa

Sono disponibili 22 circuiti all'interno del gioco e il calendario di una singola stagione può essere composto da un numero di gare variabili tra le 15 e le 22.
Di seguito la lista con tutti i circuiti presenti nel gioco:
- Australia, Circuito Albert Park, Melbourne
- Malaysia, Circuito di Sepang, Kuala Lumpur
- Cina, Circuito di Shanghai, Shanghai
- Bahrein, Bahrain International Circuit, Manama
- Spagna, Circuito di Catalogna, Montmeló
- Monaco, Circuito di Monte Carlo, Monte Carlo
- Turchia, Circuito di Istanbul, Istanbul
- Regno Unito, Circuito di Silverstone, Silverstone (Circuito disponibile nella nuova configurazione 2019 oltre che la classica 2009)
- Germania, Hockenheim, Germania
- Ungheria, Hungaroring, Budapest
- Unione europea, Circuito urbano di Valencia, Valencia
- Belgio, Circuito di Spa-Francorchamps, Stavelot
- Italia, Autodromo nazionale di Monza, Monza
- Singapore, Singapore Street Circuit, Singapore
- Giappone, Circuito di Suzuka, Suzuka
- Brasile, Circuito di Interlagos, San Paolo
- Emirati Arabi Uniti, Circuito di Yas Marina, Abu Dhabi
- Francia, Paul Ricard Circuit, Francia
- Azerbaigian, Circuito di Baku, Azerbaijan
- Austria, Red Bull Ring, Austria
- Canada, Circuito Gilles Villneuve, Canada
- Russia, Sochi International Autodrom, Russia